# Älvstrandens bibliotek

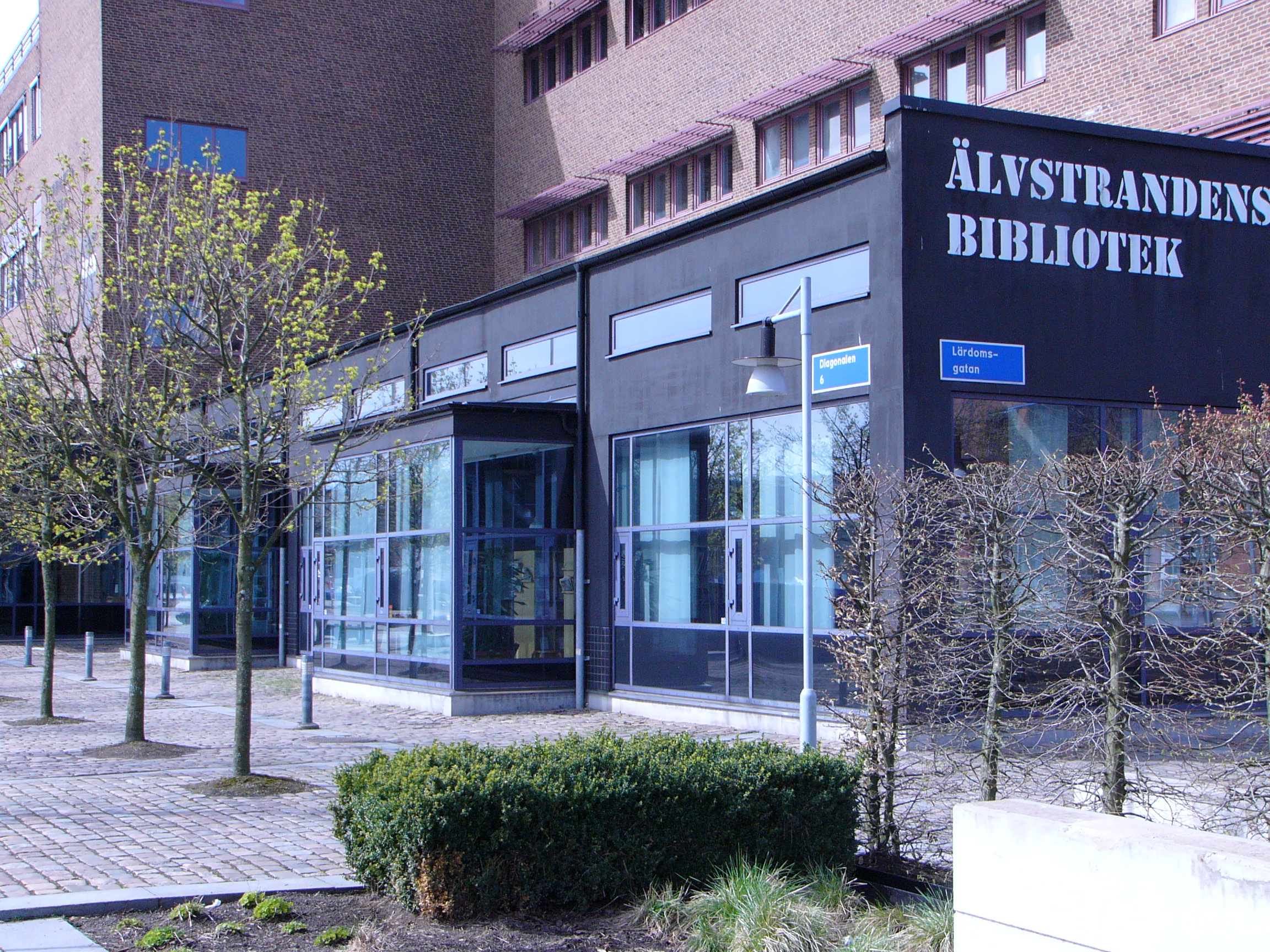
Älvstrandens bibliotek.

Älvstrandens bibliotek var ett skol- och folkbibliotek i Göteborg som inledde sin verksamhet den 8 februari 1999 som ett kombinerat gymnasie- och folkbibliotek i Utbildningsförvaltningens regi. Det tillhörde Göteborgs stadsdelsbibliotek, tillsammans med 26 andra bibliotek i olika stadsdelar inklusive Stadsbiblioteket. Biblioteket inrymdes i en före detta maskinverkstad vid Diagonalen 6 på Norra Älvstranden i stadsdelsnämndsområdet Lundby. Biblioteket stängde permanent för allmänheten den 1 januari 2022 och finns inte längre kvar.
Gymnasiebiblioteket är fortfarande kvar i lokalerna och heter numer Lindholmens gymnasiebibliotek.